# Кузяево (Лотошинский район)
Кузяево — деревня в Лотошинском районе Московской области России.
Относится к Ошейкинскому сельскому поселению, до реформы 2006 года относилась к Ушаковскому сельскому округу. По данным Всероссийской переписи 2010 года численность постоянного населения деревни составила 11 человек (4 мужчин, 7 женщин).

## География
Расположена на ответвлении автодороги Р107 Клин — Лотошино, примерно в 17 км к юго-востоку от районного центра — посёлка городского типа Лотошино. Северо-восточнее — пруды рыбкомбината «Лотошинский». Ближайшие населённые пункты — деревни Борки и посёлок Торфяной.

## Исторические сведения
До 1929 года входила в состав Ошейкинской волости 2-го стана Волоколамского уезда Московской губернии.
По сведениям 1859 года в деревне было 33 двора, проживало 317 человек (153 мужчины и 164 женщины), по данным на 1890 год число душ мужского пола составляло 152.
По материалам Всесоюзной переписи населения 1926 года проживало 380 человек (167 мужчин, 213 женщин), насчитывалось 81 хозяйство, имелась школа, располагался сельсовет.

## Население
| 1852 | 1859 | 1926 | 2002 | 2006 | 2010 |
| ---- | ---- | ---- | ---- | ---- | ---- |
| 288  | ↗317 | ↗380 | ↘8   | ↘6   | ↗11  |